# Parallax (compañía)
Parallax Inc. es una compañía privada con sede en Roseville, California. Parallax Inc. diseña, fabrica y vende microcontroladores BASIC Stamp, microcontroladores Parallax Propeller, accesorios para microcontroladores (como las pantallas LCD, sensores, módulos de RF, etc), kits educativos de robots y material de estudios.
Parallax tiene su sede en Roseville. La oficina de Rocklin emplea a cuarenta y dos personas en investigación y desarrollo, ventas, manufactura, educación, comercialización y soporte técnico. Parallax Inc. cuenta con más de setenta distribuidores en todo el mundo, incluyendo Radio Shack, Jameco Electronics, and Fry's Electronics.
Parallax ganó popularidad y el reconocimiento en un principio por su significativo éxito significativo en los Mercados de hobby y educación, al ofrecer kits robóticos y educativos amigos del usuario (fácil de usar) y de alta calidad . Recientemente, sin embargo, el éxito de Parallax en los mercados comerciales se ha incrementado debido al lanzamiento en 2006 de Parallax Propeller.

## Productos vendidos

### Microcontroladores
- BASIC Stamp
- Propeller

### Robots
- Boe-Bot
- Propeller Quadrover Robot
- Stingray Robot
- SumoBot
- The Scribber 2

### Otros productos
- HYDRA Game Development Kit
- Módulo Lector de RFID[5]

### Próximos productos
- Propeller 2 (To be released 2011)